# Manny Mori
Immanuel “Manny” Mori (n. 1948) foi Presidente dos Estados Federados da Micronésia entre 2007 e 2015.
É casado com Elina Ekiek e tem quatro filhas.

## Primeiros anos
Nasceu na ilha de Fefan, estado de Chuuk, e tem ascendência japonesa. Estudou e se graduou na Xavier High School. Depois de sua graduação em 1969, estudou na Universidade de Guam. Obteve em 1973 um bacharelado em Administração de empresas.
Depois de completar sua educação universitária, trabalhou no Citicorp Credit em Guam. Em 1974, converteu-se em subgerente da sucursal do Citicorp em Saipan.
Em 1976 saiu do Citicorp após aceitar a posição de sub-administrador do Escritório de Segurança Social do território em Fideicomisso.
Em 1979, assumiu como Agente Fiscal Nacional do Estado de Chuuk, administrando o Escritório de Impostos e Renda. Atuou como controller do FSM Development Bank de 1981 até 1983 e posteriormente como Presidente e CEO do banco até 1997.
Finalmente, foi Vice-presidente Executivo do Banco dos Estados Federados da Micronésia de 1997 até 1999, quando foi eleito ao Congresso.